# Masato Yamazaki
Masato Yamazaki (født 12. maj 1990) er en japansk fodboldspiller.
Han har spillet for flere forskellige klubber i sin karriere, herunder Kashiwa Reysol, Fagiano Okayama, FC Gifu og YSCC Yokohama.